# Fernando Redondo
Fernando Carlos Redondo Neri (* 6. Juni 1969 in Adrogué, Provinz Buenos Aires,  Argentinien) ist ein ehemaliger argentinischer Fußballspieler. Der defensive Mittelfeldspieler mit Spielmacherqualitäten spielte ein ganzes Jahrzehnt in Spaniens Primera División für CD Teneriffa und Real Madrid, bevor er seine Karriere in der italienischen Serie A beim AC Mailand beendete. Mit Real und Milan holte er drei Meisterschaften und gewann zwischen 1998 und 2003 insgesamt dreimal die UEFA Champions League. In den 1990er Jahren war Redondo Mitglied der Argentinischen Fußballnationalmannschaft und vertrat sein Land bei der Fußball-Weltmeisterschaft 1994 in den USA. Zuvor gewann er mit der „Albiceleste“ den König-Fahd-Pokal 1992 in Saudi-Arabien und die Copa América 1993 in Ecuador.

## Karriere

### Argentinos Juniors
Fernando Redondo wurde am 6. Juni 1969 in Adrogué (Partido Almirante Brown) geboren, einer Kleinstadt im Ballungsraum Gran Buenos Aires. Der Junge zeigte schon früh seine Qualitäten als Fußballspieler und schloss sich auf Empfehlung seines Vaters mit zehn Jahren der Jugendmannschaft der Argentinos Juniors aus dem Stadtteil La Paternal an. Mit 16 Jahren feierte er 1985  sein Debüt in Argentiniens Primera División gab. Insgesamt fünf Jahre verbrachte er in der ersten Mannschaft des Copa-Libertadores-Gewinners von 1985, ehe es ihn nach Europa zog.

### CD Teneriffa
Die Eleganz und die Qualität des Spielgestalters im Trikot der Juniors blieb nämlich nicht unbemerkt, wohl auch weil dort eine knappe Dekade zuvor Superstar Diego Maradona der Durchbruch gelungen war. Im Jahr 1990 hatte nun also Redondo die Aufmerksamkeit auf sich gezogen und sein Landsmann Jorge Solari, Trainer von CD Teneriffa, holte ihn über den Atlantik in die spanische Primera División. Der Klub von der Kanarischen Insel setzte sich dabei gegen die Konkurrenz mehrerer Mannschaften aus der italienischen Serie A durch, um sich die Unterschrift des Argentiniers kostenlos zu sichern. Trotz seines jungen Alters spielte Redondo mit der Abgeklärtheit eines erfahrenen Profis und etablierte sich auf Anhieb im spanischen Fußball. Der Mittelfeldspieler avancierte neben seinem Landsmann Juan Antonio Pizzi und dem Peruaner José „Chemo“ del Solar zu einem wichtigen Bestandteil eines Teams, das die „Goldene Ära“ des Vereins prägen sollte.
Die zumeist im unteren Mittelfeld der Tabelle angesiedelte Mannschaft erlangte zu Beginn der 1990er Jahre große Aufmerksamkeit, als man Real Madrid in zwei aufeinanderfolgenden Spielzeiten jeweils am letzten Spieltag die Meisterschaft verdarb. Erst kurz vor Ende der Saison 1991/92 hatte der frühere argentinische Nationalspieler Jorge Valdano das Traineramt von Solari übernommen und sicherte den Klassenerhalt durch einen 3:2-Erfolg gegen die Königlichen. Real kostete dies den Meistertitel, da der FC Barcelona mit 2:0 gegen Athletic Bilbao gewann und dadurch noch vorbeizog. Im Jahr darauf wiederholten sich die Ereignisse. CD gewann erneut gegen Madrid, diesmal mit 2:0, und „Barça“ wurde durch ein 1:0 gegen Real Sociedad San Sebastián wieder Meister. Teneriffa schloss die Saison 1992/93 als Fünfter ab und qualifizierte sich erstmals für den UEFA Cup, wo man nach dem Einzug in die dritte Runde mit 0:3 und 2:1 gegen Titelverteidiger Juventus Turin ausschied. In Redondos letzter Saison 1993/94 erreichte das Team das Halbfinale der Copa del Rey, nachdem man im Viertelfinale abermals gegen Real Madrid einen denkwürdigen Erfolg feiern konnte.

### Real Madrid
Nachdem Redondo seine Fähigkeiten in vier recht erfolgreichen Jahren bei CD Teneriffa unter Beweis gestellt hatte, klopfte 1994 mit Real Madrid eine absolute Größe des Weltfußballs an. Jorge Valdano, sein bisheriger Coach und einst selbst Spieler bei Real, hatte den Trainerjob in Madrid übernommen und nahm seinen 25-jährigen Strategen für eine Ablösesumme von fünf Millionen US-Dollar direkt mit in die spanische Hauptstadt. Spielerisch und taktisch eine Augenweide, entwickelte sich Redondo sofort zu einem Schlüsselspieler und am Ende der Saison 1994/95 konnten die „Blancos“ nach vier Jahren Abstinenz wieder die Meisterschaft feiern. Nach einem enttäuschenden sechsten Platz in der Saison 1995/96 konnte dieser Erfolg mit Fabio Capello an der Seitenlinie in der Saison 1996/97 wiederholt werden.
In der Saison 1997/98 konnte man unter Trainer Jupp Heynckes als Tabellenvierter den Meistertitel in der spanischen Liga zwar nicht verteidigen, glich diese Enttäuschung aber durch einen 1:0-Sieg gegen Juventus Turin im Champions-League-Finale in Amsterdam aus. Während der darauffolgenden Saison 1998/99, an deren Ende die Vizemeisterschaft stand, gewann das Team mit Trainer Guus Hiddink zudem den Weltpokal durch ein 2:1 gegen den brasilianischen Copa-Libertadores-Sieger CR Vasco da Gama in Tokio.
Nach dem endgültigen Abschied aus der Nationalmannschaft sollte die Konzentration auf seinen Verein Redondo um die Jahrtausendwende den besten Fußball seiner Karriere spielen lassen. Trotz einer schwachen Saison 1999/00 in der Meisterschaft, wo man lediglich den fünften Rang belegen konnte, gewannen die Königlichen unter Vicente del Bosque nach 1998 auch 2000 die UEFA Champions League mit einem 3:0-Finalsieg gegen den FC Valencia in Paris. Für den wohl berühmtesten Moment der Spielzeit sorgte der bei den Fans „El Príncipe“ genannte Redondo. Im Viertelfinal-Rückspiel bei Manchester United tunnelte er Gegenspieler Henning Berg im Dribbling mit der Hacke hinter dem Standbein, anschließend bediente er von der Grundlinie mustergültig Raúl, der den Ball nur noch ins leere Tor einschieben musste. Selbst die englische Presse geriet bei „The Backheel of Old Trafford“ ins Schwärmen, die Spanier feierten „El Taconazo“. Aufgrund seiner herausragenden Leistungen in Europas Königsklasse wählte die UEFA Redondo 2000 zum Fußballer des Jahres. Im selben Jahr erhielt er auch die spezielle Trofeo EFE, die ihn als besten südamerikanischen Spieler der 1990er Jahre in Spanien auszeichnete.
Nachdem er sechs Jahre lang in Reals Mittelfeld die Fäden gezogen hatte, fand sich Redondo allerdings nur wenige Wochen später auf dem Abstellgleis wieder, was in Madrid für Empörung und Proteste sorgte. Nach dem Champions-League-Triumph, bei dem er die Königlichen sogar als Kapitän aufs Feld geführt hatte, musste der elegante Mittelfeldspieler für neue Topstars weichen. Auf dem Höhepunkt seiner Karriere verkaufte Real Madrid den 30-jährigen Spielgestalter gegen seinen Willen für etwa 17,5 Millionen Euro an den AC Mailand. Reals frisch gewählter Präsident Florentino Pérez hatte ein Team der „Galaktischen“ im Kopf und versprach den Fans im Sommer 2000 Luis Figo aus Barcelona zu holen. Über den daraus resultierenden Abgang Redondos waren die Fans schockiert und als der Wechsel des Publikumslieblings offiziell verkündet wurde, gingen die Ultras in Madrid auf die Barrikaden und äußerten ihren Unmut, manche berichteten gar von Ausschreitungen.

### AC Mailand
In Italien wurde Redondo mit offenen Armen empfangen, allerdings verbannten ihn schwere Knieverletzungen fast durchgehend auf die Tribüne. In der Saisonvorbereitung hatte er sich einen Kreuzbandriss im rechten Knie zugezogen, der ihn bis Dezember 2002 außer Gefecht setzte. Erst zweieinhalb Jahre nach seinem Wechsel, konnte er sein erstes Pflichtspiel für Milan bestreiten, wirklich Fuß ließ ihn sein lädiertes Knie in der Modestadt aber nie fassen. Große Anerkennung erhielt der Argentinier, als er sich dazu entschied, bis zu seinem Comeback auf sein Gehalt zu verzichten, wodurch er auch in Mailand die Herzen der Fans im Sturm eroberte. Beim Champions-League-Gruppenspiel zwischen Real Madrid und dem AC Mailand im März 2003 kehrte Redondo, der zwischen 1994 und 2000 das königliche Emblem auf der Brust getragen hatte, ins Bernabéu-Stadion zurück, wo er mit stehenden Ovationen empfangen wurde. Mit einem weiteren Champions-League-Titel 2003, dem Coppa-Italia-Sieg im selben Jahr sowie dem Gewinn des Scudetto genannten Meistertitels in der Saison 2003/04 feierte der Mittelfeldstratege unter Trainer Carlo Ancelotti mit den „Rossoneri“ ebenfalls große Erfolge, bevor er seine am Ende verletzungsgeplagte sportliche Laufbahn 2004 beendete.

### Nationalmannschaft
Redondo spielte insgesamt 29-mal für die Argentinische Fußballnationalmannschaft. Die meisten Einsätze absolvierte der defensive Mittelfeldspieler zwischen 1992 und 1994 unter Trainer Alfio Basile. Bereits vor seinem Debüt für die große „Albiceleste“ am 18. Juni 1992 in Buenos Aires gegen Australien hatte der aus der Tiefe ankurbelnde Stratege beim argentinischen Triumph bei der U-17-Fußball-Südamerikameisterschaft 1985 in beeindruckender Manier die Fäden gezogen und sich bald einen Namen gemacht. Von Redondo versprach man sich etwas und so kamen schon vor der Fußball-Weltmeisterschaft 1990 in Italien erste Gerüchte um eine mögliche Berufung des Jungstars auf. Offiziell, weil er sein Studium nicht unterbrechen wollte, verzichtete der erst 20 Jahre alte Linksfuß jedoch auf die WM-Teilnahme, weil er kein Freund der äußerst defensiven Taktik des Weltmeistertrainers von 1986 Carlos Bilardo war und Zweifel an seinen eigenen Einsatzzeiten hatte. Auch die Copa América 1991 in Chile im Jahr darauf fand ohne den Spielgestalter statt.
Erst ab 1992 wurde Redondo schließlich Nationalspieler und unter Basile zum Leistungsträger im defensiven Mittelfeld, wo er nicht nur clever gegen den Ball agierte, sondern mit einer hohen Spielintelligenz auch das Spiel seiner Mannschaft aufzog. Beim Gewinn der als König-Fahd-Pokal 1992 stattfindenden Erstaustragung des Confederations Cup in Saudi-Arabien wurde er als bester Spieler des Turniers ausgezeichnet und auch in der Mannschaft, die ein Jahr später bei der Copa América 1993 in Ecuador siegreich war, liefen erneut fast alle Angriffe über den Mittelfeldstrategen.
1994 brillierte Redondo im Nationaldress bei der Fußball-Weltmeisterschaft 1994 in den USA, doch nach der Dopingsperre für Diego Maradona schied die „Albiceleste“ schon im Achtelfinale gegen Rumänien aus. Ohne seinen Superstar hatte Argentinien, nach zwei souveränen Auftaktsiegen gegen Griechenland und Nigeria, auch bereits das letzte Vorrundenspiel gegen Bulgarien verloren und sich lediglich als Gruppendritter für die Finalrunde qualifiziert. Bei der Niederlage gegen die Rumänen musste der amtierende Vizeweltmeister zudem ohne den gesperrten Torjäger Claudio Caniggia antreten und konnte das schlechteste Abschneiden bei einer WM-Endrunde seit 1970 nicht verhindern.
Nach dem WM-Turnier übernahm Argentiniens Weltmeisterkapitän von 1978 Daniel Passarella an der Seitenlinie, wodurch sich Redondos Situation in der Nationalmannschaft gegenläufig zu seiner Vereinskarriere entwickelte. Als Intimfeind Maradonas war Passarellas erste Amtshandlung, Spieler mit langen Haaren beziehungsweise Ohrringen aus der Nationalmannschaft zu verbannen. Die Maßnahme galt natürlich in erster Linie Maradona sowie dessen Kumpel Caniggia, jedoch trugen mit Mittefeldstratege Fernando Redondo und Torjäger Gabriel Batistuta noch zwei andere Starspieler der Mannschaft die Haare schulterlang. Während sich „Batigol“ die Haare kurz schneiden ließ, erklärte sich Redondo nicht dazu bereit und Passarella verzichtete bis inklusive der Fußball-Weltmeisterschaft 1998 in Frankreich auf ihn. Als offizielle Erklärung führte er an, dass er den Spielgestalter auf der linken Seite einsetzen wollte, Redondo aber auf seinen Platz im defensiven Mittelfeld bestanden hat. Da auch der Argentinische Fußballverband (AFA) nicht entscheidend eingriff war das Tischtuch zwischen Redondo und der „Albiceleste“ zerschnitten. Selbst als Passarella-Nachfolger Marcelo Bielsa ab 1999 wieder auf ihn setzen wollte, entschied sich Redondo dazu, sich fortan nur noch auf den Vereinsfußball zu konzentrieren und trat nach einem kurzzeitigen Comeback mit drei weiteren Einsätzen im Nationaltrikot und insgesamt 29 Länderspielen zurück. Ohne ihn gewann die „Goldene Generation“ um Spieler wie Batistuta, Roberto Ayala, Hernán Crespo, Ariel Ortega, Diego Simeone, Juan Sebastián Verón und Javier Zanetti keinen weiteren Titel.

## Position und Spielstil
Als eleganter Spielmacher aus der Tiefe, der auf der Position vor der Abwehr agierte, waren Redondos Hauptmerkmale sein kreatives Passspiel, sein einzigartiges Spielverständnis, seine überragende Technik, insbesondere seine enge Ballkontrolle mit dem linken Fuß, sowie seine Fähigkeit, das Tempo des Spiels seiner Mannschaft im Mittelfeld zu kontrollieren. Auch ohne eine hohe Endgeschwindigkeit zu besitzen, hatte er eine gute Beschleunigung und war ein effizienter und aggressiver Tackler, der sowohl defensiv, als auch offensiv Akzente setzte.
Obwohl er ein Schlüsselspieler von Real Madrid und der Argentinischen Fußballnationalmannschaft in den 1990er Jahren war und als einer der besten Mittelfeldspieler seiner Generation angesehen wurde, war Redondo nie ein ultimativer Superstar und eher nur Fußballfachleuten und Taktikliebhabern ein Begriff. Der Einfluss des Argentiniers auf den modernen Fußball ist dennoch extrem hoch zu bewerten, da er eine zentrale Position des Spiels revolutioniert hat. Fernando Redondo steht für den Wandel des defensiven Mittelfeldspielers vom zweikampfstarken Zerstörer zum strategischen Spielgestalter und kann durchaus als „geistiger Vater“ des vertikalen modernen Sechsers bezeichnet werden. Vor allem in Madrid sprechen die Fans noch heute mit leuchtenden Augen von „El Príncipe“, der bei Real absoluten Legendenstatus genießt. In seinem Heimatland ist der Position vor der Abwehr die Rückennummer Fünf historisch zugeordnet, welche Redondo auch den Großteil seiner Karriere trug.
„Redondo war laufstark, sehr ballsicher, sehr variabel in seinen Mitteln und er besaß vor allem eine Spielvision, die einzigartig war. Er hat das ganze Spielfeld vor sich gehabt und jeden Winkel des Platzes gesehen. Er hat seine Rolle mit seinem klugen Passspiel und seinen technischen Fähigkeiten so elegant und effektiv interpretiert, dass ich um ihn herum eine Mannschaft aufbauen konnte. Redondo war der Boss,“ schwärmte Real Madrids Trainer Jupp Heynckes.

## Sonstiges
Sein Sohn Federico ist ebenfalls Fußballprofi.

## Erfolge
Höhepunkte in Redondos Karriere waren der dreimalige Gewinn der Champions League, drei Landesmeisterschaften in Spanien und Italien sowie der Copa-América-Titel mit Argentinien.

### Verein
- UEFA Champions League: 1997/98, 1999/00 (Real Madrid); 2002/03 (AC Mailand)
- Weltpokal: 1998 (Real Madrid)
- Spanische Meisterschaft: 1994/95, 1996/97 (Real Madrid)
- Spanischer Super Cup: 1997 (Real Madrid)
- Italienische Meisterschaft: 2003/04 (AC Mailand)
- Italienischer Pokal: 2002/03 (AC Mailand)
- UEFA Super Cup: 2003 (AC Mailand)

### Nationalmannschaft
- Copa América: 1993 (Argentinien)
- König-Fahd-Pokal: 1992 (Argentinien)

### Individuelle Auszeichnungen
- Goldener Ball König-Fahd-Pokal (Bester Spieler)[22]: 1992
- CD Teneriffa Spieler des Jahres[23]: 1992/93, 1993/94
- Real Madrid Spieler des Jahres[24]: 1996/97, 1999/00
- FIFA XI (FIFA World Stars vs. Brasilien am 16. Juli 1996 in New York)[25]: 1996
- European Sports Media (ESM) Team des Jahres[26]: 1997/98
- Trofeo EFE Spieler des Jahrzehnts (Bester südamerikanischer Spieler der 1990er Jahre in Spanien)[27]: 2000
- UEFA-Fußballer des Jahres[28]: 1999/00
- Nominiert für den Ballon d’Or (18. Platz bei der Wahl zum Weltfußballer)[29]: 2000
- AFA XI (Beste argentinische Mannschaft aller Zeiten)[30]: 2016
- Nominiert für das Ballon d’Or Dream Team (Defensives Mittelfeld)[31]: 2020

## Statistiken
Fernando Redondo bestritt zwischen 1985 und 2004 insgesamt 349 Ligaspiele für vier verschiedene Vereine und erzielte dabei 13 Tore. Hinzu kamen weitere Einsätze in diversen Pokalwettbewerben.
| Saison          | Alter           | Verein             | Liga             | Nationale Liga | Nationale Liga | Nationaler Pokal | Nationaler Pokal | Internat. Pokal | Internat. Pokal | Sonstiger Pokal | Sonstiger Pokal | Total  | Total |
| Saison          | Alter           | Verein             | Liga             | Spiele         | Tore           | Spiele           | Tore             | Spiele          | Tore            | Spiele          | Tore            | Spiele | Tore  |
| --------------- | --------------- | ------------------ | ---------------- | -------------- | -------------- | ---------------- | ---------------- | --------------- | --------------- | --------------- | --------------- | ------ | ----- |
| 1985/86         | 16              | Argentinos Juniors | Primera División | 1              | 0              | —                | —                | —               | —               | —               | —               | 1      | 0     |
| 1986/87         | 17              | Argentinos Juniors | Primera División | —              | —              | —                | —                | —               | —               | —               | —               | —      | —     |
| 1987/88         | 18              | Argentinos Juniors | Primera División | 14             | 0              | —                | —                | —               | —               | 2               | 0               | 16     | 0     |
| 1988/89         | 19              | Argentinos Juniors | Primera División | 36             | 0              | —                | —                | —               | —               | —               | —               | 36     | 0     |
| 1989/90         | 20              | Argentinos Juniors | Primera División | 14             | 1              | —                | —                | —               | —               | —               | —               | 14     | 1     |
| Gesamt          | Gesamt          | Gesamt             | Gesamt           | 65             | 1              | 0                | 0                | 0               | 0               | 2               | 0               | 67     | 1     |
| 1990/91         | 21              | CD Teneriffa       | Primera División | 23             | 1              | —                | —                | —               | —               | —               | —               | 23     | 1     |
| 1991/92         | 22              | CD Teneriffa       | Primera División | 32             | 2              | 4                | 0                | —               | —               | —               | —               | 36     | 2     |
| 1992/93         | 23              | CD Teneriffa       | Primera División | 20             | 4              | 2                | 0                | —               | —               | —               | —               | 22     | 4     |
| 1993/94         | 24              | CD Teneriffa       | Primera División | 28             | 1              | 4                | 0                | 4               | 0               | —               | —               | 36     | 1     |
| Gesamt          | Gesamt          | Gesamt             | Gesamt           | 103            | 8              | 10               | 0                | 4               | 0               | 0               | 0               | 117    | 8     |
| 1994/95         | 25              | Real Madrid        | Primera División | 23             | 1              | —                | —                | 3               | 1               | —               | —               | 26     | 2     |
| 1995/96         | 26              | Real Madrid        | Primera División | 23             | 2              | 2                | 0                | 4               | 0               | 1               | 0               | 30     | 2     |
| 1996/97         | 27              | Real Madrid        | Primera División | 33             | 1              | 6                | 0                | —               | —               | —               | —               | 39     | 1     |
| 1997/98         | 28              | Real Madrid        | Primera División | 33             | 0              | 2                | 0                | 11              | 0               | —               | —               | 46     | 0     |
| 1998/99         | 29              | Real Madrid        | Primera División | 23             | 0              | 2                | 0                | 7               | 0               | 2               | 0               | 34     | 0     |
| 1999/00         | 30              | Real Madrid        | Primera División | 30             | 0              | 5                | 0                | 15              | 0               | 3               | 0               | 53     | 0     |
| Gesamt          | Gesamt          | Gesamt             | Gesamt           | 165            | 4              | 17               | 0                | 40              | 1               | 6               | 0               | 228    | 5     |
| 2000/01         | 31              | AC Mailand         | Serie A          | —              | —              | —                | —                | —               | —               | —               | —               | —      | —     |
| 2001/02         | 32              | AC Mailand         | Serie A          | —              | —              | —                | —                | —               | —               | —               | —               | —      | —     |
| 2002/03         | 33              | AC Mailand         | Serie A          | 8              | 0              | 6                | 0                | 5               | 0               | —               | —               | 19     | 0     |
| 2003/04         | 34              | AC Mailand         | Serie A          | 8              | 0              | 5                | 0                | 1               | 0               | —               | —               | 14     | 0     |
| Gesamt          | Gesamt          | Gesamt             | Gesamt           | 16             | 0              | 11               | 0                | 6               | 0               | 0               | 0               | 33     | 0     |
| Gesamt Karriere | Gesamt Karriere | Gesamt Karriere    | Gesamt Karriere  | 349            | 13             | 38               | 0                | 50              | 1               | 8               | 0               | 445    | 14    |

Nationale Pokalwettbewerbe: Copa del Rey (1990–2000) / Coppa Italia (2000–2004)
Internationale Pokalwettbewerbe: UEFA Cup (1993/94, 1994/95) / UEFA Champions League (1995/96, 1997/98, 1998/99, 1999/00, 2002/03, 2003/04)
Sonstige Pokalwettbewerbe: Supercopa Libertadores 1988 / Supercopa de España 1995 / UEFA Super Cup 1998 / Intercontinental Cup 1998 / FIFA Klub-Weltmeisterschaft 2000